# Grammisgalan 2017
Grammisgalan 2017 hölls 28 februari 2017 på Stockholms konserthus. Under galan prisades 2016 års bästa musikaliska insatser i 19 olika kategorier. Magnus Carlson och Maxida Märak var programledare för evenemanget.

## Priser
- Årets artist: Zara Larsson
- Årets album: Kent - Då som nu för alltid
- Årets låt: If I Were Sorry - Frans
- Årets pop: Laleh - Kristaller
- Årets rock: Kent - Då som nu för alltid
- Årets nykomling: Sammy & Johnny Bennett
- Årets kompositör: Frida Hyvönen
- Årets textförfattare: Frida Hyvönen - Kvinnor och barn
- Årets hiphop/soul: Cherrie - Sherihan
- Årets hårdrock/metal: Ghost - Popestar
- Årets jazz: Tonbruket - Forevergreens
- Årets elektro/dans: Kornél Kovács - The bells
- Årets producent: Laleh Pourkarim
- Årets folkmusik/visa: Freddie Wadling - Efter regnet
- Årets klassiska: Västerås Sinfonietta, Helsingborgs symfoniorkester, Fredrik Burstedt - Mats Larsson Gothe: Symphony No. 2
- Årets barnalbum: Emma Nordenstam - Emma Nordenstams bästa barnlåtar
- Årets dansband: Sannex - Din sida sängen
- Årets musikvideo: Johan Renck - David Bowie – Lazarus
- Årets hederspris: Magnus Uggla